# Улица Максима Берлинского
Улица Максима Берлинского (укр. Вулиця Максима Берлинського) — улица в Шевченковском районе города Киева. Пролегает от улицы Рижская до улицы Ольжича, исторически сложившаяся местность (район) Сырец.
Примыкают улицы Академика Щусева, Юрия Глушко, Владимира Сальского.

## История
882-я Новая улица возникла в конце 1940-х годов. Улица начала застраиваться в 1940-е годы. Кроме того есть дома, построенные немецкими военнопленными Сырецкого лагеря.
29 декабря 1953 года 882-я Новая улица переименована на Армавирская улица — в честь города Армавир, согласно Решению исполнительного комитета Киевского городского совета депутатов трудящихся № 2610 «Про наименование городских улиц» («Про найменування міських вулиць»).
30 декабря 1962 года улица получила современное название — в честь историка, археолога и педагога Максима Фёдоровича Берлинского, согласно Решению исполнительного комитета Киевского городского совета депутатов трудящихся № 2216 «Про наименование и переименование улиц и площадей города Киева» («Про найменування та перейменування вулиць і площ м. Києва»).

## Застройка
Улица пролегает в северо-восточном направлении параллельно улице Академика Грекова. Возле дома № 9 в 1959 году был установлен памятник В. И. Ленину; в 1991 году был демонтирован. В 1966 году были установлены мемориальные доски Максиму Фёдоровичу Берлинскому на домах №№ 6 и 27.
Парная и непарная стороны начала улицы (до примыкания улицы Юрия Глушко) заняты малоэтажной (2-этажные дома) и частично многоэтажной жилой (один 5-этажный дом) застройкой и учреждениями обслуживания, конца улицы (после примыкания улицы Юрия Глушко) — многоэтажной жилой (5-этажные дома) застройкой и учреждениями обслуживания.
Учреждения:
1. дом № 4 — Библиотека Шевченковского района имени И. Котляревского
2. дом № 5/12 — Киевский институт банковского дела
3. дом № 9 — Государственная научно-педагогическая библиотека Украины имени В. А. Сухомлинского — ранее строительное техническое училище № 24
4. дом № 12 — Институт гематологии и переливания крови; Киевский городской центр крови
5. дом № 20Б — Посольство Индии
6. дом № 29/4 — Спортивный комплекс «Сырец»

Мемориальные доски:
1. дом № 6 — Максиму Фёдоровичу Берлинскому — комментарий к наименованию улицы
2. дом № 27 — Максиму Фёдоровичу Берлинскому — комментарий к наименованию улицы